# Kuusisaari (ö i Norra Österbotten, Oulunkaari, lat 65,48, long 27,49)
Kuusisaari är en ö i Finland. Den ligger i sjön Iinattijärvi och i kommunen Pudasjärvi i den ekonomiska regionen  Oulunkaari  och landskapet Norra Österbotten, i den centrala delen av landet, 600 km norr om huvudstaden Helsingfors. Öns area är 1,6 hektar och dess största längd är 190 meter i sydväst-nordöstlig riktning.